# Liga de Fútbol Nacional
La Tercera División de Panamá  — conocida como Liga de Fútbol Nacional es la tercera categoría del sistema de ligas de Panamá. La organiza la Federación Panameña de Fútbol (FEPAFUT). Su primera temporada dio inicio con el Liga de Fútbol Nacional 2023-24.
La Liga de Fútbol Nacional (LFN) contempla la categoría Sub-22 para el torneo con opciones de 7 refuerzos con tope de edad hasta 35 años. Los clubes deberán cumplir con un mínimo 1,500 minutos de juego para los jugadores promocionales (año 2007) durante todo el torneo.

## Historia
La LFN lleva 2 ediciones jugadas hasta el dia de hoy
A continuación el listado de los equipos fundacionales de la liga:
- Conferencia Este:
- AF Chilibre
- Alianza West
- FC Cosmos ND
- Chorrillo FC
- Deportivo Chepo
- Deportivo Rex
- Independiente Darién
- Límite FC
- Olympic Colón FC
- San Fernando FC

- Conferencia Oeste:
- AC Fútbol 7
- Bambanes FC
- Benjamín Chacón FC
- Bocas JR Almirante
- Deportivo Chiriquí
- Deportivo Talento
- Don Bosco JR
- CF Don Bosco
- La Familia FC
- Unión Bocas Isla

## Sistema de competición
El torneo de la Liga de Fútbol Nacional, está conformado en dos partes:
- Fase de calificación: Se integra por dos conferencias, divididas en dos zonas (norte y sur) y se desarrolla por 8 jornadas respectivamente dentro de su grupo y 5 jornadas interzonas, para un total de 13 jornadas.
- Fase final: Se integra por los partidos de semifinales de Conferencias, finales de conferencias y la gran final.

### Fase de clasificación
En la fase de clasificación se observó el sistema de puntos. La ubicación en la tabla general está sujeta a lo siguiente:
- Por juego ganado se obtendrán tres puntos.
- Por juego empatado se obtendrá un punto.
- Por juego perdido no se otorgan puntos.

En esta fase participan los 20 clubes de la Liga de Fútbol Nacional jugando en dos grupos llamadas conferencias durante las 13 jornadas respectivas.

### Fase final
En la fase final se observa el sistema de eliminación directa. Los 8 (ocho) mejores clubes ubicados en la tabla de posiciones avanzan a esta ronda, disputada de la siguiente manera. 
| - Conferencia Este: Semifinales de Conferencia: 1°A (Zona norte) vs. 2°B (Zona sur) 2°A (Zona sur) vs. 1°B (Zona norte) Final de Conferencia: Ganador Llave N°1 vs. Ganador Llave N°2 | - Conferencia Oeste: Semifinales de Conferencia: 1°A (Zona norte) vs. 2°B (Zona sur) 2°A (Zona sur) vs. 1°B (Zona norte) Finales de Conferencia: Ganador Llave N°1 vs. Ganador Llave N2 |

Gran Final:
Ganador Semifinal Conferencia Este vs. Ganador Semifinal Conferencia Oeste (Partido único). El equipo con mayor cantidad de puntos durante el torneo es quien ejerce de local en la final.

## Equipos participantes
| Equipo                    | Ciudad                     | Estadio                      | Capacidad |
| ------------------------- | -------------------------- | ---------------------------- | --------- |
| Alianza West              | La Chorrera, Panamá Oeste  | Agustín "Muquita" Sánchez    | 3 000     |
| AC Futbol 7               | Pesé, Herrera              | Paris                        | 300       |
| AF Chilibre               | Juan Díaz, Panamá          | Luis Ernesto Cascarita Tapia | 720       |
| Atlético Río Abajo FC     | Juan Díaz, Panamá          | Luis Ernesto Cascarita Tapia | 720       |
| Bambanes FC               | David, Chiriquí            | San Cristóbal                | 3 000     |
| Benjamín Chacón FC        | El Palmar, Chiriquí        | El Palmar                    | 250       |
| Bocas JR Almirante        | El Empalma, Bocas del Toro | Edson Arantes do Nascimento  | 1 200     |
| CF Don Bosco              | Soná, Veraguas             | San José                     | 400       |
| Chorrillo FC              | Panamá, Panamá             | Estadio Maracaná             | 5 500     |
| Cosmos FC                 | Penonomé, Coclé            | Estadio Virgilio Tejeira     | 900       |
| Deportivo Altamira FC     | David, Chiriquí            | San Cristóbal                | 3 000     |
| Deportivo Chepo           | Juan Díaz, Panamá          | Luis Ernesto Cascarita Tapia | 720       |
| Deportivo Chiriquí        | Bugaba, Chiriquí           | El Porvenir                  | 300       |
| Deportivo Rex             | Juan Díaz, Panamá          | Luis Ernesto Cascarita Tapia | 720       |
| Deportivo Talento         | La Villa, Los Santos       | Ismael Campos                | 300       |
| Don Bosco JR              | Chitré, Herrera            | Los Milagros                 | 1 000     |
| Deportivo Unión Aguadulce | Penonomé, Coclé            | Estadio Virgilio Tejeira     | 900       |
| Independiente Darién      | Metetí, Darién             | Manuel Miranda               | 320       |
| La Familia FC             | Atalaya, Veraguas          | Rafael Rodríguez             | 700       |
| Limite FC                 | Penonomé, Coclé            | Estadio Virgilio Tejeira     | 900       |
| Olympic de Colón FC       | Colón                      | Armando Dely Valdés          | 1 121     |
| San Fernando FC           | Metetí, Darién             | Manuel Miranda               | 320       |
| Sporting París            | Pesé, Herrera              | Paris                        | 300       |
| Unión Bocas Isla          | El Empalma, Bocas del Toro | Edson Arantes do Nascimento  | 1 200     |

### Equipos por provincias
| Provincia      | N.º | Equipos                                                                          |
| -------------- | --- | -------------------------------------------------------------------------------- |
| Panamá         | 5   | AF Chilibre, Chorrillo FC, Deportivo Chepo, Deportivo Rex, Atlético Río Abajo FC |
| Chiriquí       | 4   | Deportivo Chiriquí, Bambanes FC , Benjamín Chacón FC, Deportivo Altamira FC      |
| Coclé          | 3   | Cosmos FC, Limite FC, Deportivo Unión Aguadulce                                  |
| Herrera        | 3   | AC Futbol 7, Don Bosco JR, Sporting París                                        |
| Bocas del Toro | 2   | Bocas JR Almirante, Unión Bocas Isla                                             |
| Darién         | 2   | Independiente Darién, San Fernando FC                                            |
| Veraguas       | 2   | CF Don Bosco, La Familia FC                                                      |
| Colón          | 1   | Olympic de Colón FC                                                              |
| Los Santos     | 1   | Deportivo Talento                                                                |
| Panamá Oeste   | 1   | Alianza West                                                                     |
| Total          | 24  |                                                                                  |

## Historial

### Título de liga por torneo
| Año                           | Edición                       | Campeón                       | Resultados                    | Subcampeón                    | DT Campeón                    | Clubes Participantes          |
| Liga de Fútbol Nacional (LFN) | Liga de Fútbol Nacional (LFN) | Liga de Fútbol Nacional (LFN) | Liga de Fútbol Nacional (LFN) | Liga de Fútbol Nacional (LFN) | Liga de Fútbol Nacional (LFN) | Liga de Fútbol Nacional (LFN) |
| ----------------------------- | ----------------------------- | ----------------------------- | ----------------------------- | ----------------------------- | ----------------------------- | ----------------------------- |
| 2023-24                       | I                             | La Familia FC                 | 2:1                           | Olympic Colón FC              | José De Gracia                | 20                            |
| 2024 (C)                      | II                            | FC Chorrillo                  | 4:1                           | Bambanes FC                   | Julio Medina                  | 24                            |
| 2025 (A)                      | III                           | Atlético Rio Abajo            | 1:1 (4:2 p.)                  | Don Bosco Jr.                 | Andrés Corredor               | 24                            |

## Palmarés
| Club          | Títulos | Subtítulos | Años campeón | Años subcampeón |
| ------------- | ------- | ---------- | ------------ | --------------- |
| La Familia FC | 1       | 0          | 2023-24.     |                 |
| FC Chorrillo  | 1       | 0          | 2024 (C).    |                 |
| Olympic FC    | 0       | 1          |              | 2023-24.        |
| Bambanes FC   | 0       | 1          |              | 2024 (C).       |

### Campeones Conferencia Este
| Club               | Títulos | Subtítulos | Años campeón | Años subcampeón |
| ------------------ | ------- | ---------- | ------------ | --------------- |
| Olympic FC         | 1       | 1          | 2023-24      | 2024 (C)        |
| FC Chorrillo       | 1       | 0          | 2024 (C)     |                 |
| Atlético Río Abajo | 1       | 0          | 2025 (A)     |                 |
| Deportivo Rex      | 0       | 1          |              | 2023-24         |
| Alianza West FC    | 0       | 1          |              | 2025 (A)        |

### Campeones Conferencia Oeste
| Club               | Títulos | Subtítulos | Años campeón | Años subcampeón     |
| ------------------ | ------- | ---------- | ------------ | ------------------- |
| Don Bosco JR       | 1       | 1          | 2025 (A)     | 2023-24             |
| Bambanes FC        | 1       | 0          | 2024 (C)     |                     |
| La Familia FC      | 1       | 0          | 2023-24      |                     |
| Deportivo Altamira | 0       | 2          |              | 2024 (C), 2025 (A). |

## Títulos por provincia
| Provincia | Títulos | Títulos                                   | Subtítulos | Subtítulos            |
| --------- | ------- | ----------------------------------------- | ---------- | --------------------- |
| Panamá    | 2       | FC Chorrillo (1), Atlético Río Abajo (1). | 0          |                       |
| Veraguas  | 1       | La Familia FC (1).                        | 0          |                       |
| Colón     | 0       |                                           | 1          | Olympic Colón FC (1). |
| Chiriquí  | 0       |                                           | 1          | Bambanes FC (1)       |
| Herrera   | 0       |                                           | 1          | Don Bosco Jr. (1)     |

## Supercopa de la Liga de Fútbol Nacional
| Año                     | Edición                 | Campeón                 | Resultados              | Subcampeón              | DT Campeón              | Clubes Participantes    |
| Liga de Fútbol Nacional | Liga de Fútbol Nacional | Liga de Fútbol Nacional | Liga de Fútbol Nacional | Liga de Fútbol Nacional | Liga de Fútbol Nacional | Liga de Fútbol Nacional |
| ----------------------- | ----------------------- | ----------------------- | ----------------------- | ----------------------- | ----------------------- | ----------------------- |
| 2024                    | I                       | FC Chorrillo            | 3:0                     | La Familia FC           | Julio Medina            | 2                       |